# Lita Senén
Lita Senén fue una actriz argentina de cine, radio y teatro.

## Carrera
Senén fue una modelo y actriz notablemente popular durante los años 1930.
En radio formó parte del elenco del radioteatro Los Jazmines del Ochenta, junto a Pascual Pelliciotta, Eva Duarte, Ada Pampín, Marcos Zucker, Carmen Palau, Marta Tamar y Francisco de Paula, entre otros.
En cine se la vio en su única aparición fílmica en la película El hombre que nació dos veces en 1938, escrito y dirigido por Oduvaldo Vianna y estelarizado por César Ratti, Emma Martínez y Sebastián Chiola.
La periodista Dora Luque Legrand la incluyó en un artículo para una popular Revista Sintonía, junto a otras cinco actrices a la que tituló "Cómo son y como creen ser", según la cual "toda actriz se descubre íntimamente al posar frente al fotógrafo".

## Filmografía
- 1938: El hombre que nació dos veces.

## Teatro
- 1946: La canción de los barrios , estrenada en el Teatro Presidente Alvear, con Virginia Luque, María Esther Gamas, Lita Enhart, Fina Suárez, Serafina Fernández y los actores Héctor Calcaño, Lalo Maura, Héctor Ferraro, Samuel Giménez, Ramón Garay y otros.
- 1944: Lo mejor del pueblo , en el Teatro Apolo, junto con Eloísa Cañizares, César Mariño, Pedro Maratea, Claudio Martínez Payva, Emma Martínez, Osvaldo Moreno, César Ratti, Domingo Sapelli, y Froilán Varela.[3]
- 1938: El pasado renace con Pedro Maratea, Leopoldo Simari, Nicolás Taricano, Fina Suárez, Emilia Helda de Caro y Tomás Simari.
- 1934:  "Cía. de Narcisín Ibáñez", junto con Narciso Ibáñez Menta, Delfina Jaufret, Consuelo Menta, Lolita Alba, Margarita Tapia y Narciso Ibáñez Serrador (Narcisín).